# 100 најлепших жена на сликарском платну : жене као инспирација
100 најлепших жена на сликарском платну : жене као инспирација (енгл. 100 of the Most Beautiful Women in Painting) је стручна монографиаја, аутора Ролфа Шнајдера (енгл. Rolf Schneider), Винфрид Маса (енгл. Winfried Maass) и Ан Бентуес (енгл. Anne Benthues) објављена 2007. године, у издању Rebo Publishers. Српско издање објављено је 2010. године у издању Младинске књиге из Београда, у преводу Радмиле Иванов.

## О делу
Књига 100 најлепших жена на сликарском платну : жене као инспирација је скуп 100 слика, 100 аутора поштоваоца женске лепоте и 100 жена које су биле оличење лепоте за те ауторе. Као што стоји на корицама књиге, од самог почетка историје уметности, жене су биле и инспирација и главни субјект приказивања, као што се среће у периоду антике, прожетом еротиком, у врлинском средњем веку, у класичним делима ренесансе, у сензуалном барокном стилу, на прекретници импресионизма и, наравно, код визуелних уметника 20. века.
Књига нуди 100 портрета жена чија се лепота може упоредити са идеалом данашњице. Подаци и приказ сваке слике је на две стране, а сваки је допуњен адресом музеја или галерије где се оригинална слика може видети. Ту су дела Леонарда да Винчија, Пола Гогена, Пабла Пикаса, Салвадора Далија, Енди Ворхола као и осталих 95 сликара, а сви они су представљени у овој књизи као поштоваоци женске лепоте, сваки од њих из различитог периода, преферирајући посебну технику и стил. Слике уметника кроз историју сврстане у овој књизи нуде нам не само поглед на развој ликовних уметности већ и поглед на жене и њихове улоге у друштву како су се постепено мењале током векова.
Аутори књиге слике нису поређали по историјско-уметничким критеријумима већ, руководећи се прагматичношћу, по земљама у којима се налазе музеји у чијим се збиркама те слике могу видети.

## Избор 100 слика
Садржај књиге чини списак држава и музеја у којима се одабраних 100 слика данас налази, а поред тих података налазе се и називи 100 слика као и 100 најлепших жена на сликарском платну, и њихови аутори. Следи преглед 100 дела и 100 најлепших жена на сликарском платну:
Европа
- Шпанија

1. Квапи у ружичастом џемперу - Макс Бекман - Национални музеј Прадо, Мадрид
2. Атомска Леда - Салвадор Дали - Театар-музеј Дали, Фигерес
3. Две лепе Маје - Франциско Хозе де Гоја - Национални музеј Прадо, Мадрид
4. Наша Госпа од Безгрешног зачећа - Бартоломео Естебан Муриљо - Национални музеј Прадо, Мадрид
5. Атланта и Хипомен - Гвидо Рени - Национални музеј Прадо, Мадрид
6. Портрет жене обнажених груди - Јакопо Робусти (Тинторето) - Национални музеј Прадо, Мадрид

- Француска

1. Дама за тоалетним столом - Франсоа Бинел/Франс Флори - Музеј лепих уметности, Дижон
2. Девојка шије у башти - Мери Касат - Музеј Орсеј, Париз
3. Венера Анадиомена - Теодор Шасерио - Музеј Лувр, Париз
4. Извор - Гистав Кубре - Музеј Орсеј, Париз
5. Портрт госпође Рекамије - Жак-Луј Давид - Музеј Орсеј, Париз
6. Примабалерина - Едгар Дега - Музеј Орсеј, Париз
7. Портрт Габријеле и Жилијен Гејнзборо - Школа из Фонтенблоа - Музеј Лувр, Париз
8. Разговор у парку - Томас Гејнзборо - Музеј Лувр, Париз
9. Тахићанке на плажи - Пол Гоген - Музеј Орсеј, Париз
10. Рола - Анри Жерве - Музеј лепих уметности, Бордо
11. Клеопатрина смрт - Ђампјетрино - Музеј Лувр, Париз
12. Велика одалиска - Жан Огист Доминик Енгр - Музеј Лувр, Париз
13. Девојка с рукавицама - Тамара де Лемпицка - Центар Помпиду, Париз
14. Мона Лиза - Леонардо да Винчи - Музеј Лувр, Париз
15. Олимпија - Едуар Мане - Музеј Орсеј, Париз
16. Акт жене која се одмара (Лежећи акт) - Пабло Пикасо - Национални музеј Пикасо, Париз
17. Нада - Пиви де Шавен - Музеј Орсеј, Париз
18. Играчица са велом - Огист Роден - Роденов музеј, Париз
19. Парисов суд (Јабука раздора) - Жан Антоан Вато - Музеј Лувр, Париз

- Италија

1. Рађање Венере - Сандро Ботичели - Галерија Уфици, Фиренца
2. Покајница Марија Магдалена - Каравађо - Галерија Дорија-Памфили, Рим
3. Ева - Лука Кранах Старији - Галерија Уфици, Фиренца
4. Одевање невесте - Макс Ернст - Колекција Пеги Гугенгајм, Венеција
5. Акт - Бернандино Лицинио - Галерија Уфици, Фиренца
6. Мадона и Дете са два анђела - Филипо Липи - Галерија Уфици, Фиренца
7. Портрет Клеопатре - Микеланђело Буонароти - Каза Буонароти, Фиренца
8. Три грације (мурал из Помпеја) - Класични Рим - Национални археолошки музеј, Напуљ
9. Галатејин тријунф - Рафаело (Рафаело Санти) - Вила Фарнесина, Рим
10. Урбинска Венера - Тицијан (Тицијан Вечели) - Галерија Уфици, Фиренца

- Белгија

1. Мадона и дете - Жан Фуке - Музеј лепих уметности, Антверпен
2. Портрет уметникове сестре - Фернан Кнопф - Краљевски музеј лепих уметности, Брисел
3. Портрет Марије Морел - Ханс Мемлинг - Мемлингов музеј, Бриж

- Холандија

1. Жена у плавом чита писмо - Јан Вермер ван Делфт - Ријксмузеум, Амстердам

- Немачка

1. Девојка која се одмара - Франсоа Буше - Валраф-Рихарц, Келн
2. После купања - Ловис Коринт - Хамбуршка уметничка галерија, Хамбург
3. Дриајде - Пол Делво - Лудвигов музеј, Келн
4. Уснула Венера - Ђорђоне - Галерија старих мајстора, Дрезден
5. Девојка са божурима - Алексеј фон Јавленски - Музеј Фон дер Хајд, Вупертал
6. Женски акт са шеширом - Ернст Лудвиг Кирхнер - Лудвигов музеј, Келн
7. М-Можда - Рој Лихтенштајн - Лудвигов музеј, Келн
8. Мадона са ружама - Штефан Лохнер - Музеј Валраф-Рихарц, Келн
9. Камијин портрет - Клод Моне - Уметничка галерија, Бремен
10. Грех - Франц фор Штук - Нова пинакотека, Минхен

- Швајцарска

1. Уснукла девојка - Огист Реноар - Колекција Оскара Рајнхарта, Винтерпур
2. Портрет Ирме Сет - Тео ван Ризелберг - Музеј мале палате, Женева

- Аустрија

1. Млада жена за тоалетним столом - Ђовани Белини - Музеј историје уметности, Беч
2. Портрет младе Венецијанке - Албрехт Дирер - Музеј историје уметности, Беч
3. Портрет Емили Флеге - Густав Климт - Бечки музеј, Беч

- Република Чешка

1. Зима - Војтејех Хинаис - Национална галерија, Праг

- Словенија

1. Женски акт - Филип А. Маљавин - Национална галерија, Љубљана

- Мађарска

1. Жена са ружама (таписерија) - Јожеф Рипл-Ронаи - Музеј примењене уметности, Будимпешта

- Румунија

1. Поред мора - Николае Григореску - Национални музеј уметности, Букурешт

- Пољска

1. Венера и Купидон - Парис Бордоне - Национални музеј, Варшава
2. Жена са лепезом - Францишек Змурко - Национални музеј, Варшава

- Естонија

1. Портрет жене у плавој летњој хаљини - Карл Парсимаги - Музеј уметности, Тарту

- Летонија

1. Фелицита - Јанис Паулукс - Национални музеј уметности, Рига
2. Мајка и дете - Јанис Розенталс - Национални музеј уметности, Рига

- Литванија

1. Жена у жутом - Антанас Самуолис - Национални музеј уметности, Каунас

- Русија

1. Le Souper - Леон Бакст - Руски национални музеј, Санкт Петербург
2. Портрет младе Софије Андрејевне Шувалове - Карл Бриулов - Ермитаж, рмитаж, Санкт Петербург
3. Над градом - Марк Шагал - Нова Третјаковска галерија, Москва
4. Непозната жена - Иван Н. Крамској - Третјаковска галерија, Москва
5. Саксија као Флора - Рембрант - Ермитаж, Санкт Петербург
6. Вера Рјепина се одмара - Иља Рјепин - Третјаковска галерија, Москва

- Шведска

1. Дама са велом - Александер Рослин - Национални музеј, Стокхолм
2. У Викстремовом атељеу - Андерс Зорн - Зорнов мизеј, Мора

- Норвешка

1. Вољена жена (касније преименована у Мадона) - Едвард Мунк - Мунков музеј, Осло

- Данска

1. Летње вече у Скагену - Педер С. Кројер - Скагенс музеј, Скаген

- Велика Британија

1. Изолда - Обри Бирдсли - приватна колекција, остали радови у галерији Тајт Британ, Лондон
2. Ева надева имена птицама - Вилијам Блејк - Полок Хаус, Глазгов
3. Камен судбине - Сер Едвард Берн-Џонс - Градска галерија уметности, Саутемптон
4. Дама у крзненом огртачу - Ел Греко - Полок Хаус, Глазгов
5. Црвена жена - Франц Марк - Музеј Њу Волк, Лестер
6. Рађање - Пјеро дела Франческа - Национална галерија, Лондон
7. На тераси - Сер Едвард Поинтер - приватна колекција, остали радови у Уметничкој галерији Вокер, Ливерпул
8. Сламнати шешир - Петер Паул Рубенс - Национална галерија, Лондон
9. Венерина тоалета - Дијего Родригез де Силва и Веласкез - Национална галерија, Лондон
10. Психа улази у Купидонов врт - Џон Вилијам Вотерхаус - Харисов музеј, Престон
11. Синфонија у белом - Џејмс Абот Макнил Вислтлер - Галерија Тејт Британ, Лондон

Северна Америка
- САД

1. Девојка која чита - Жан-Оноре Фрагонар - Национална уметничка галерија, Вашингтон
2. Акт са огрлицом - Амадео Модиљани - Гугенхајмов музеј, Њујорк
3. Портрт једне даме - Рохир ван дер Вејден - Национална уметничка галерија, Вашингтон
4. Вероника Веронезе - Габријел Чарлс Данте Розети - Музеј уметности Делавер, Вашингтон
5. Лежећи акт - Анри де Тулуз-Лотрек - Фондација Барнс, Мерион
6. Десет Мерлинки - Енди Ворхол - Музеј савремене уметности, Њујорк

Јужна Америка
- Бразил

1. Циганка са мандолином - Жан-Батист Камиј Коро - Музеј уметности Сао Паоло, Сао Паоло

Азија
- Јапан

1. Маико девојка у башти - Цучида Бакусен - Национални музеј савремене уметности, Токио
2. Портрт Ђоване Торнабуони - Доменико Гирландајо - Тоијски Фуџи музеј уметности, Токио

- Кина

1. Портрет царице Сјаонсјен Чун - Ђузепе Кастиљоне (кинеско име: Ланг Шининг) - Музеј палата, Пекинг
2. Дворса дама пије чај (једна од слика из серије Дванаест лепотица) - Ера Кангсијао - Музеј палата, Пекинг

- Индија

1. Како је Кришна украо одећу млекарицама - Школа Пахари - Индијски национални музеј, Њу Делхи

Африка
- Јужноафричка Република

1. Дан и ноћ, то је за мисли (касније преименована у Мис Етел Ворвик) - Филип Вилсон Стир - Јужноафричка национална галерија, Кејптаун
2. Исаданга - Евелин Џојс Макри - Јужноафрика национална галерија Изико, Кејптаун

Аустралија
1. Госпођица Сузана Гејл - Сер Џошуа Ренолдс - Национална галерија Викторија, Мелбурн